# جوزپه کاکاوالو
جوزپه کاکاوالو (انگلیسی: Giuseppe Caccavallo؛ زادهٔ ۱۱ آوریل ۱۹۸۷) بازیکن فوتبال اهل ایتالیا است.
از باشگاه‌هایی که در آن بازی کرده‌است می‌توان به باشگاه فوتبال سورنتو کالچو، باشگاه فوتبال کوزنتسا کالچو، باشگاه فوتبال لچه، باشگاه فوتبال پارما، باشگاه فوتبال کروتونه، و باشگاه فوتبال یو. اس. پرگولیتزه اشاره کرد.